# ژیمناستیک در المپیک تابستانی ۲۰۰۸
ژیمناستیک در بازی‌های المپیک تابستانی ۲۰۰۸ نام رویداد ورزش ژیمناستیک در بازی‌های المپیک تابستانی بود که در سال ۲۰۰۸ برگزار شد.

## نتایج

### ژیمناستیک هنری

#### مردان
| بازی‌ها             | طلا                                                                           | نقره | برنز |
| انفرادی تمام اسباب | یانگ وی · چین                                                                 | کوهی اوچیمورا · ژاپن                                                                                             | بنوآ کارانوب · فرانسه                                                                                               |
| تیمی تمام اسباب    | چین (CHN) · چن ایبینگ · هوآنگ ژو · لی ژیائوپنگ · شیائو چین · یانگ وی · زو کای | ژاپن (JPN) · تاکه‌هیرو کاشیما · تاکویا ناکاسه · ماکوتو اوکیگوچی · کوکی ساکاموتو · هیرویوکی تومیتا · کوهی اوچیمورا | ایالات متحده آمریکا (USA) · الکساندر آرتموف · راج بهاوسار · جوزف هاگرتی · یوناتان هورتن · جاستین اسپرینگ · کوین تان |
| حرکات زمینی        | زو کای · چین                                                                  | خرواسیو دفر · اسپانیا                                                                                            | آنتون گولوتسوتسکوف · روسیه                                                                                          |
| بارفیکس            | زو کای · چین                                                                  | یوناتان هورتن · ایالات متحده آمریکا                                                                              | فابیان هامبوخن · آلمان                                                                                              |
| میله پارالل        | لی ژیائوپنگ · چین                                                             | یو وون-چول · کره جنوبی                                                                                           | آنتون فوکین · ازبکستان                                                                                              |
| خرک حلقه           | شیائو چین · چین                                                               | فیلیپ اوده · کرواسی                                                                                              | لوئیس اسمیت · بریتانیای کبیر                                                                                        |
| دارحلقه            | چن ایبینگ · چین                                                               | یانگ وی · چین | اولکساندر وورووبیوف · اوکراین                                                                                       |
| پرش از خرک         | لسزک بلانیک · لهستان                                                          | توما بوئل · فرانسه                                                                                               | آنتون گولوتسوتسکوف · روسیه                                                                                          |

#### زنان

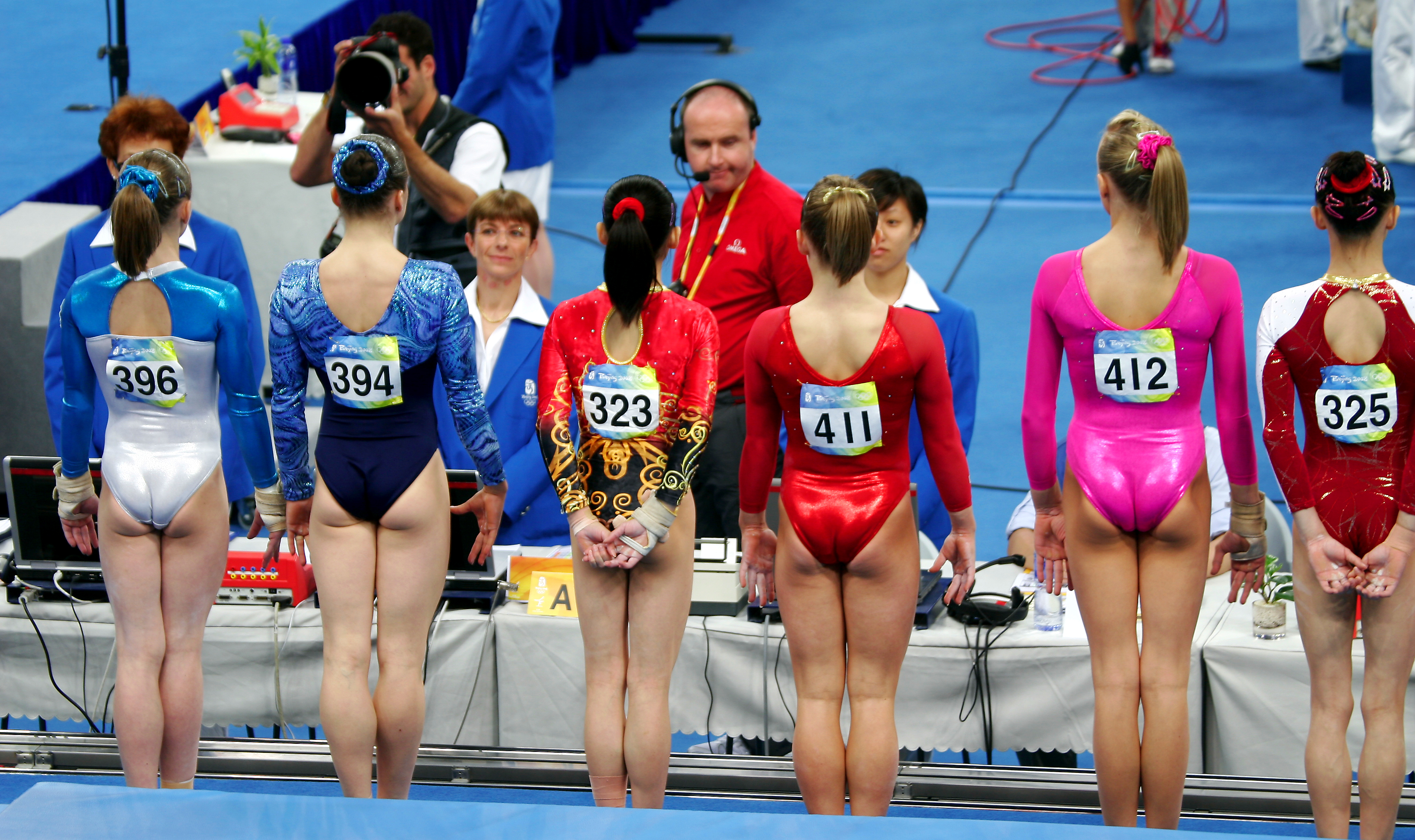
The group of top six AA female qualifiers face the judges before the start of competition.

| بازی‌ها             | طلا                                                                               | نقره | برنز |
| انفرادی تمام اسباب | ناستیا لوکین · ایالات متحده آمریکا                                                | شان جانسون · ایالات متحده آمریکا                                                                                | یانگ ییلین · چین |
| تیمی تمام اسباب    | چین (CHN) · چنگ فی · دنگ لین‌لین · هه کشین · جیانگ یویوآن · لی شانشان · یانگ ییلین | ایالات متحده آمریکا (USA) · شان جانسون · ناستیا لوکین · چلسی ممل · سامانتا پسک · الیشا ساکارمونی · بریجت اسلوآن | رومانی (ROU) · آندریا آکاترینی · گابریلا دریگوی · آندریا گریگوره · ساندرا ایزباسا · استلینا نیستور · آناماریا تمارژان |
| پرش از خرک         | هونگ اون‌جونگ · کره شمالی                                                          | اوکسانا چوسوویتینا · آلمان                                                                                      | چنگ فی · چین |
| پارالل ناهم‌سطح     | هه کشین · چین                                                                     | ناستیا لوکین · ایالات متحده آمریکا                                                                              | یانگ ییلین · چین |
| چوب موازنه         | شان جانسون · ایالات متحده آمریکا                                                  | ناستیا لوکین · ایالات متحده آمریکا                                                                              | چنگ فی · چین |
| حرکات زمینی        | ساندرا ایزباسا · رومانی                                                           | شان جانسون · ایالات متحده آمریکا                                                                                | ناستیا لوکین · ایالات متحده آمریکا                                                                                    |

### ژیمناستیک ریتمیک
| بازی‌ها       | طلا | نقره                                                                                     | برنز |
| انفرادی زنان | یوگنییا کانایه‌وا · روسیه                                                                                              | اینا ژوکووا · بلاروس                                                                     | آنا بسونووا · اوکراین |
| گروهی زنان   | روسیه (RUS) · مارگاریتا آلییچوک · آنا گاوریلنکو · تاتیانا گوربونووا · یلنا پوسفینا · داریا اشکوریخینا · ناتالیا زویوا | چین (CHN) · تسای تونگ‌تونگ · چو تائو · لو یوانیانگ · سوئی چیانشوانگ · سون دان · ژانگ شوئو | بلاروس (BLR) · اولسیا بابوشکینا · آناستازیا ایوانکووا · کسنیا سانکوویچ · زینیدا لونینا · گلافیرا مارتینوویچ · آلینا تومیلوویچ |

### ترامپولین
| بازی‌ها        | طلا              | نقره                  | برنز                      |
| انفرادی مردان | لو چونلونگ · چین | جیسون بورنت · کانادا  | دونگ دونگ · چین           |
| انفرادی زنان  | هه وینا · چین    | کارن کوکبورن · کانادا | اکاترینا خیلکو · ازبکستان |

## جدول مدال‌ها
| رتبه  | کشور                      | طلا | نقره | برنز | مجموع |
| ۱     | چین (CHN)                 | ۱۱  | ۲    | ۵    | ۱۸    |
| ۲     | ایالات متحده آمریکا (USA) | ۲   | ۶    | ۲    | ۱۰    |
| ۳     | روسیه (RUS)               | ۲   | ۰    | ۲    | ۴     |
| ۴     | رومانی (ROU)              | ۱   | ۰    | ۱    | ۲     |
| ۵     | کره شمالی (PRK)           | ۱   | ۰    | ۰    | ۱     |
| ۵     | لهستان (POL)              | ۱   | ۰    | ۰    | ۱     |
| ۷     | کانادا (CAN)              | ۰   | ۲    | ۰    | ۲     |
| ۷     | ژاپن (JPN)                | ۰   | ۲    | ۰    | ۲     |
| ۹     | بلاروس (BLR)              | ۰   | ۱    | ۱    | ۲     |
| ۹     | فرانسه (FRA)              | ۰   | ۱    | ۱    | ۲     |
| ۹     | آلمان (GER)               | ۰   | ۱    | ۱    | ۲     |
| ۱۲    | کرواسی (CRO)              | ۰   | ۱    | ۰    | ۱     |
| ۱۲    | کره جنوبی (KOR)           | ۰   | ۱    | ۰    | ۱     |
| ۱۲    | اسپانیا (ESP)             | ۰   | ۱    | ۰    | ۱     |
| ۱۵    | اوکراین (UKR)             | ۰   | ۰    | ۲    | ۲     |
| ۱۵    | ازبکستان (UZB)            | ۰   | ۰    | ۲    | ۲     |
| ۱۷    | بریتانیای کبیر (GBR)      | ۰   | ۰    | ۱    | ۱     |
| مجموع | مجموع                     | ۱۸  | ۱۸   | ۱۸   | ۵۴    |